# Fremont Hills
Fremont Hills – miasto w Stanach Zjednoczonych, w stanie Missouri, w hrabstwie Christian.